# 1823聯絡中心
1823聯絡中心（英語：1823 Call Centre）於2001年成立，由香港特別行政區政府數字政策辦公室管理，為市民提供全年24小時一站式服務，解答有關23個參與部門的查詢，並接收市民對部門的投訴。

## 歷史
1823聯絡中心的成立由歷任行政長官曾蔭權提出，並交予效率促進組管理，自2001年7月開始運作。

## 服務

### 聯絡方法
- 致電1823
- 填寫1823 Online網上表格
- 電郵到tellme@1823.gov.hk
- 手機應用程式Tell me@1823
- 傳真至2760 1823
- 發送文字短訊（SMS）至6163 1823
- 去信荃灣郵局郵箱1823號

### 參與服務的部門
1823聯絡中心現行服務的政府部門有23個：
1. 漁農自然護理署
2. 建築署
3. 屋宇署
4. 土木工程拓展署
5. 公司註冊處
6. 渠務署
7. 機電工程署
8. 食物環境衞生署
9. 衞生署控煙酒辦公室
10. 路政署
11. 香港郵政
12. 勞工處
13. 土地註冊處
14. 康樂及文化事務署
15. 海事處
16. 數字政策辦公室
17. 差餉物業估價署
18. 社會福利署
19. 在職家庭及學生資助事務處
20. 運輸署
21. 地政總署
22. 香港房屋委員會及房屋署
23. 發展局綠化、園境及樹木管理組（页面存档备份，存于）

### 網上服務
自2010年起，1823開始拓展網上服務，在年初推出 1823 Online 網站，提供該中心收到的常見查詢及答案。
其後，在2011年4月，1823推出「Tell me@1823」手機應用程式，讓使用者隨時透過智能手機與1823聯絡。
2011年11月，1823 Online網站進行革新，除了在網上電子表格中加入地圖定位功能外，更加入主題為本的資訊。
在2023年，1823聯絡中心開始使用聊天機械人等數碼自助服務渠道，方便解答市民常見查詢。與此同時，職員亦會使用「港文通」等生成式人工智能工具，草擬回應市民的查詢或投訴，以提升工作效率。

## 運作
現時，1823熱線的工作主要由9名公務員，帶領約400名、以合約形式聘請的熱線客戶服務主任負責。
該中心不會處理部分類型投訴，例如噪音投訴；若接獲市民投訴噪音之個案，中心會即時終止處理，並建議市民直接向警方求助。
據2012年12月4日立法會會議内指出，80%的1823政府熱線來電，要在12秒內得到接聽。在收到投訴後，1823會第一時間將投訴轉介給主事部門處理，交給其首長決定，有需要時會轉介民政專員、地區治理專組主席或政務司司長處理，在29日内解決。

### 濫用情況
過去多年，1823相繼出現濫用情況。
有市民利用熱綫投訴某教育機構、網絡傳媒機構及文化事業機構的辦公室等有違例事項，導致該等機構的日常運作受到嚴重干擾。

## 十大查詢
以下為本地新聞媒體綜合1823來電查詢的十大問題，排名不分先後:
| 問題                                                                                           | 負責部門                 |
| ---------------------------------------------------------------------------------------------- | ------------------------ |
| 僱員放病假，是否有醫生紙就可以如常支薪？                                                       | 勞工處                   |
| 在終止僱傭合約的時候，如何計算通知期及代通知金？                                               | 勞工處                   |
| 是否所有僱員都可放取法定假日（即勞工假期）？僱主是否必須要在法定假日當天讓僱員放假？           | 勞工處                   |
| 如何續領正式駕駛執照？                                                                         | 運輸署                   |
| 如何申請國際駕駛許可證（俗稱國際車牌）？                                                       | 運輸署                   |
| 如何續領車輛牌照（俗稱行車證）？                                                               | 運輸署                   |
| 公共福利金計劃下的高齡津貼（即俗稱生果金）的申請資格是甚麼？可領取的津貼金額為多少？如何申請？ | 社會福利署               |
| 為何今季差餉金額比之前高？                                                                     | 差餉物業估價署           |
| 合資格申請人如何得悉已獲發放中、小學生資助的津貼款項？                                         | 在職家庭及學生資助事務處 |
| 如何報名參加康樂及文化事務署（康文署）的康樂體育活動？                                         | 康樂及文化事務署         |

1823的網頁也有將市民常見的查詢問題整合，供瀏覽者參考。

## 外部連結
- 香港特別行政區政府 效率促進辦公室 （页面存档备份，存于）
- 1823 Online （页面存档备份，存于）
- 1823聯絡中心的Facebook專頁